# لوئیجی کوویه
لوئیجی کوویه (ایتالیایی: Luigi Kuveiller؛ ‏ ۳ اکتبر ۱۹۲۷ – ۱۰ ژانویهٔ ۲۰۱۳) فیلم‌بردار اهل ایتالیا بود.

## گزیدهٔ آثار
- ژان بیست‌وسوم: پاپ صلح (۲۰۰۲)
- زندگی با کودکان (۱۹۹۰)
- قمار (۱۹۸۸)
- لاسیدن (۱۹۸۳)
- عشق نافرجام (۱۹۸۲)
- یک ماجرای ایدئال (۱۹۸۲)
- جو موزفروش (۱۹۸۲)
- دوست یک گنج است (۱۹۸۱)
- دارم یه قایق تفریحی می‌گیرم (۱۹۸۰)
- پاگنده به مصر می‌رود (۱۹۸۰)
- زندگی زیباست (۱۹۷۹)
- فردها و زوج‌ها (۱۹۷۸)
- قرمز تیره (۱۹۷۵)
- فرانکشتاین اندی وارهول (۱۹۷۴)
- آوانتی! (۱۹۷۲)
- طبقه کارگر به بهشت می‌رود (۱۹۷۱)
- مارمولکی در پوست زن (۱۹۷۱)
- مردی به نام اسلج (۱۹۷۰)
- بازجویی از یک شهروند دور از سوءظن (۱۹۷۰)
- بوکاچو (۱۹۷۲)
- صلاح مملکت خویش (۱۹۶۷)